# Acanthocephaloides distinctus
Acanthocephaloides distinctus är en hakmaskart som beskrevs av Yves-Jean Golvan 1969. Acanthocephaloides distinctus ingår i släktet Acanthocephaloides och familjen Arhythmacanthidae. Inga underarter finns listade i Catalogue of Life.